# Marian Wieczysty
Marian Stefan Wieczysty (ur. 1 września 1902 we Lwowie, zm. 16 stycznia 1986 w Krakowie) – polski tancerz, choreograf i pedagog.

## Życiorys
Był wszechstronnym sportowcem: hokeistą, pływakiem (jako jeden z pierwszych we Lwowie pływał kraulem), tenisistą, a także piłkarzem w barwach trzech lwowskich klubów — Pogoni (1917–1923, wychowanek), Lechii (1924–1926) i Czarnych (1927–1928). W barwach tego ostatniego klubu występował w utworzonej wówczas lidze piłkarskiej. Grał jako napastnik, ale nie był podstawowym zawodnikiem: wystąpił łącznie w pięciu meczach ligowych i strzelił jedną bramkę. Zrezygnował z dalszej gry w czerwcu 1928, kiedy doznał złamania nogi w boiskowym starciu w trakcie meczu z Warszawianką. 
Zdobywał swoje doświadczenia zawodowe we Lwowie, początkowo w szkole baletowej Stanisława Faliszewskiego, a potem w szkole tańca Antoniny Werndl de Lehenstein i Jana Szpinetera. W 1927 zdał egzamin dyplomowy w Związku Zawodowym koncesjonowanych nauczycieli tańców w Małopolsce, po czym zaczął pracować jako nauczyciel tańca u Werndl de Lehestein i Szpinetera, których córkę Cecylię, czołową lwowską pływaczkę, poślubił w 1929. Również w 1929 urodził im się syn Artur, który w latach powojennych wraz z żoną Barbarą dziewięciokrotnie zdobył tytuł mistrzów Polski w tańcach latynoamerykańskich i standardowych, a w życiu zawodowym był specjalistą inżynierii środowiska i budownictwa wodnego, profesorem i doktorem honoris causa Politechniki Krakowskiej.
1 listopada 1929 uzyskał od Zawodowego Związku Koncesjonowanych Nauczycieli Tańca w Małopolsce prawo do nauczania tańców salonowych. W październiku 1935 zdał egzamin dyplomowy przed międzynarodową komisją i otrzymał od Związku Międzynarodowego Choreografów tytuł profesora tańca. Z jego inicjatywy w 1935 powstał Związek Zawodowy Nauczycieli Tańca Rzeczypospolitej Polskiej z siedzibą we Lwowie, jednak II wojna światowa spowodowała przerwanie tej działalności.
Po wojnie przyjechał do Krakowa, gdzie przy ul. Kościuszki 73 założył własną szkołę tańca i przygotowywał pary do turniejów. W 1948 po raz pierwszy polska para (Andrzej Koronczewski i Halszka Nykiel) wzięła udział w tanecznych Mistrzostwach środkowej Europy w Karlowych Warach i zakwalifikowała się do finału, w którym zajęła piąte miejsce.
Od 1951 był pierwszym choreografem i kierownikiem artystycznym Zespołu Pieśni i Tańca „Krakowiacy”. W 1956 porzucił prywatną szkołę i poświęcił się upowszechnianiu tańca towarzyskiego w Polsce. Kształcił pary turniejowe przy Krakowskim Domu Kultury „Pod Baranami” i prowadził szkolenia dla nauczycieli i sędziów. Działał w Federacji Stowarzyszeń i Klubów Tanecznych oraz Polskim Klubie Tanecznym, którego był członkiem honorowym.
W 1959 Ministerstwo Kultury i Sztuki przyznało mu dwumiesięczne stypendium szkoleniowe w Anglii. W 1978 został laureatem Nagrody Miasta Krakowa za osiągnięcia w dziedzinie upowszechniania kultury. W 1982 otrzymał prestiżową nagrodę taneczną Carl Alan Overseas Award '81.
Zmarł w Szpitalu im. G. Narutowicza w Krakowie. Został pochowany na cmentarzu Rakowickim.

## Upamiętnienie
Corocznie w Krakowie organizowany jest Ogólnopolski Turniej Tańca Towarzyskiego o Puchar prof. Mariana Wieczystego.

## Odznaczenia
- Krzyż Komandorski Orderu Odrodzenia Polski
- Krzyż Walecznych
- Odznaka „Zasłużony Działacz Kultury”

## Publikacje
- Marian Wieczysty, Taniec towarzyski, wyd. Iskry, Warszawa, 1958
- Marian Wieczysty, Tańczyć może każdy, wyd. PWM, Kraków, 1979 (pierwsze wydanie)